# Madeleine Lemoyne Ellicott
Madeleine Lemoyne Ellicott (ur. 14 listopada 1856 w Chicago, zm. 1945) – amerykańska sufrażystka.
Urodziła się w Chicago w rodzinie, której przodkami byli Hugenoci przybyli do USA z Francji. W młodości chciała studiować medycynę, jednak ze względu na to, że szkoły medyczne w USA nie przyjmowały kobiet zdecydowała się na chemię. Rozpoczęła studia w Rush Medical College. Następnie przez rok kontynuowała naukę na Politechnice Federalnej w Zurychu. Po powrocie do kraju jej rodzina osiedliła się w Baltimore. Ponieważ miejscowy Johns Hopkins University nie przyjmował kobiet, była zmuszona przerwać naukę.
W 1890 wyszła za mąż za Charlesa Ellisa Ellicotta – inżyniera i spadkobiercę założyciela Ellicott City w Maryland. Mieli trzech synów. Skupiła się na rodzinie i walce o prawo głosu dla kobiet. Współpracowała z sufrażystkami Carrie Chapman Catt i Sadie Crockin. Wraz z nimi wzięła udział w 1920 w zakładaniu League of Women Voters of the United States (Liga Kobiet Wyborców Stanów Zjednoczonych). Po powrocie do Maryland założyła League of Women Voters of Maryland, której była następnie przewodniczącą przez kolejne 20 lat. W 1922 była jedną z organizatorek Panamerykańskiej Konferencji Kobiet w Baltimore.